# Ghiyath al-Din Ghuri
Ghiyāth al-Dīn Muḥammad Ghūrī (in persiano غیاث الدین محمد غوری‎), o Ghiyāth al-Dīn Muḥammad ibn Sām (in persiano غیاث‌ الدین محمد بن سام‎; fl. XII-XIII secolo) fu un Sultano della dinastia dei Ghuridi dal 1163 al 1202.
Durante il suo regno, la sua dinastia divenne una potenza mondiale, che estendeva il suo potere dal Gorgan al Bengala.
Difese il suo trono dai vari pretendenti che glielo insidiavano e combatté contro l'impero del Khwārazmshāh per la sovranità del Khorasan. Occupò Herat nel 1176 e stabilì il suo potere su gran parte di quello che è l'attuale Afghanistan e sulle aree circostanti verso il 1200, mentre a ove s'insignorì del Bastam e del Gorgan.
Suo fratello, Muʿizz al-Dīn b. Sām, lo aiutò ad amministrare e a espandere i suoi domini nella parte orientale del regno (Bengala) e servì Ghiyāth al-Dīn con la massima lealtà e deferenza, tanto che, quando Ghiyāth al-Dīn morì nel 1202, gli succedette come Sultano.

## Gioventù
Ghiyāth al-Dīn era figlio di Bahāʾ al-Dīn Sām I, che aveva per breve periodo regnato come sovrano della dinastia Ghuride nel 1149. Ghiyāth al-Dīn aveva anche un fratello più piccolo, di nome Muʿizz al-Dīn. Nel corso della sua gioventù, Ghiyāth al-Dīn e Muʿizz al-Dīn furono incarcerati dallo zio ʿAlāʾ al-Dīn Ḥusayn ma furono in seguito rimessi in libertà dal loro cugino, figlio di ʿAlāʾ al-Dīn, Sayf al-Dīn Muḥammad. Quando Sayf al-Dīn Muḥammad morì nel 1163, l'aristocrazia ghuride appoggiò Ghiyāth al-Dīn e lo aiutò nella sua ascesa al trono.

## Regno
Quando Ghiyāth al-Dīn ascese al trono, fu aiutato dal fratello nell'uccisione di un capo ghuride a lui avverso, di nome Abū l-ʿAbbās, ma fu presto sfidato da un suo parente, lo zio Fakhr al-Dīn Masʿūd, che reclamava il trono per se stesso e che per questo si era alleato con Taj al-Din Yildiz, il governatore selgiuchide di Herat e Balkh. Tuttavia, quella coalizione fu sbaragliata dai due fratelli a Ragh-i Zar. Ghiyāth al-Dīn uccise il governatore selgiuchide durante la battaglia e poi conquistò Zamindawar, Badghis, Gharjistan e Guzgan. Risparmiò invece Fakhr al-Dīn e lo nominò di nuovo governatore di Bamiyan. Fakhr al-Dīn in seguito morì e a lui succedette il figlio Shams al-Dīn Muḥammad ibn Masʿūd, che rapidamente difese Balkh, Chaghaniyan, Vakhsh, Jarum, Badakhshan e Shighnan dalle azioni del Khanato dei Kara Khitay, ricevendo il titolo onorifico di Sulṭān da Ghiyāth al-Dīn.
Nel 1173, Ghiyāth al-Dīn invase Ghazni e sconfisse i turchi Oghuz che avevano strappato la città ai Ghaznavidi. Quindi insediò suo fratello Muʿizz al-Dīn governatore di Ghazni.
Nel 1175, Ghiyāth al-Dīn conquistò Herat, strappandola al suo governatore selgiuchide, Bahāʾ al-Dīn Toghril, e cercò anche di conquistare Pushang. Poco tempo dopo, il signore del Sistan, Tāj al-Dīn Ḥarb ibn Muḥammad, riconobbe la sovranità di Ghiyāth al-Dīn e così fecero i turchi Oghuz che governavano il Kirmān.
Durante quello stesso periodo, il principe della dinastia del Khwārezm-Shāh, Sulṭān Shāh, che era stato espulso dal Khwārezm da suo fratello ʿAlāʾ al-Dīn Tekish, si rifugiò a Ghor e chiese l'aiuto militare di Ghiyāth al-Dīn. Questi tuttavia non lo aiutò e Sulṭān Shāh cercò allora di rivolgersi per lo stesso fine al Khanato dei Kara Khitay, e cominciò a saccheggiare i domini settentrionali ghuridi. Nel 1186, Ghiyāth al-Dīn, con Muʿizz al-Dīn, mise fine alla dinastia ghaznavide dopo aver conquistato Lahore e giustiziato il governante ghaznavide Khusrau-Malik. Con l'aiuto dei signori di Bamiyan, Sistan e di suo fratello, Ghiyāth al-Dīn sconfisse quindi le forze di Sulṭān Shāh a Marw al-Rudh nel 1190. Annetté gran parte dei territori di questi in Khorasan. Poco dopo le ostilità esplosero tra i Khwārezmshāh e i Ghuridi; Tekish attaccò Herat, mentre i Kara Khitay invasero il Guzgān. Entrambi, però, furono sconfitti da Ghiyāth al-Dīn.
Nel 1200, Tekish morì e gli succedette Muḥammad Khān (che assunse il titolo onorifico di ʿAlāʾ al-Dīn, ossia "nobiltà della religione"). Tra i primi a saperlo furono Ghiyāth al-Dīn e suo fratello Muʿizz al-Dīn. In poche settimane i due fratelli mossero i loro eserciti verso ovest, in direzione del Khorasan. Una volta catturata Nishapur, Muʿizz al-Dīn fu inviato alla testa di una spedizione contro Rayy, ma egli perse sostanzialmente il controllo delle sue truppe e andò poco oltre il Gurgān, provocando le critiche di Ghiyāth al-Dīn che portò però solo all'unico diverbio tra i due fratelli. Ghiyāth al-Dīn nominò il figlio di Fakhr al-Dīn Masʿūd, Tāj al-Dīn Zangī governatore di Sarakhs, mentre un altro ghuride, Nāṣir al-Dīn Muḥammad Kharnak, fu nominato governatore di Merv.

## Morte
Ghiyāth al-Dīn Ghūrī morì a Herat nel 1202, dopo alcuni mesi di malattia. Gli succedette il fratello Muʿizz al-Dīn che, rapidamente tornato a Ghor dall'India, ottenne il sostegno dell'aristocrazia ghuride che lo incoronò Sultano dell'Impero ghuride a Fīrūzkūh.